# هيدلي دونوفان
هيدلي دونوفان (بالإنجليزية: Hedley Donovan)‏ هو صحفي وضابط أمريكي، ولد في 24 مايو 1914، وتوفي في 13 أغسطس 1990.